# 伊闊利蒂 (阿拉巴馬州)
伊闊利蒂（英語：Equality）是一個位於美國阿拉巴馬州庫薩縣的非建制地區。該地的面積和人口皆未知。

## 地理
伊闊利蒂的座標為32°45′43″N 86°06′07″W / 32.76194°N 86.10194°W，而該地最高點為海拔高度224米（即735英尺）。